# Magnus Bruzelius (militär)
Fritz Magnus Sommar Bruzelius, född den 31 maj 1912 i Nosaby församling, Kristianstads län, död den 15 juni 2004 i Solna församling, Stockholms län, var en svensk militär. Han var sonson till Andreas Bruzelius. 
Bruzelius avlade studentexamen i Kristianstad 1930 och gick därefter vid Krigsskolan på Karlberg. Efter officersexamen 1933 blev han fänrik vid Norrlands dragonregemente. Bruzelius avancerade 1938 till löjtnant vid Livregementet till häst och 1942 till ryttmästare där. Han genomgick Krigshögskolan 1941–1943 och Försvarshögskolan 1951. Bruzelius blev kapten i generalstabskåren 1945. Han blev major och chef för försvarsstabens kvartermästareavdelning 1952 samt överstelöjtnant och sekundchef för Livregementets husarer 1955. Bruzelius befordrades till överste i kavalleriet 1960 och blev chef för Göta trängregemente 1962. Han var inspektör för trängtrupperna 1965–1972 och chef för svenska övervakningskommissionen i Korea 1972–1973. Bruzelius blev generalmajor 1973 och var beredskapsledare för Förenta Nationernas katastrofinsatser 1974–1980. Han invaldes som ledamot av Krigsvetenskapsakademien 1979. Bruzelius blev riddare av Svärdsorden 1953, kommendör av samma orden 1964 och kommendör av första klassen 1967. Han vilar på Norra begravningsplatsen utanför Stockholm.